# Parafia św. Bartłomieja w Wigancicach
Parafia Świętego Bartłomieja w Wigańcicach znajduje się w dekanacie ziębickim w archidiecezji wrocławskiej.
Erygowana w XV wieku. Księgi metrykalne prowadzone od 1945 r.

## Kościoły i kaplice
Wigańcice – Kościół parafialny pw. św. Bartłomieja.

## Wspólnoty i Ruchy
Żywy Różaniec, Rada Parafialna, Schola Parafialna, Eucharystyczny Ruch Młodych, Lektorzy, Ministranci.